# Serie A (Italia) 1998-99
La Serie A 1998–99 fue la 97.ª edición del campeonato de fútbol de más alto nivel en Italia y la 67.ª bajo el formato de grupo único.  AC Milan ganó su 16° scudetto, liderado por su entrenador Alberto Zaccheroni. SS Lazio terminó segundo, perdiendo el título el último día. Juventus comenzó fuerte pero Alessandro Del Piero tuvo una grave lesión, lo que complicó su temporada.

## Equipos participantes
| Equipo         | Ciudad    | Estadio          |
| -------------- | --------- | ---------------- |
| Bari           | Bari      | San Nicola       |
| Bologna        | Bolonia   | Renato Dall'Ara  |
| Cagliari       | Cagliari  | Sant'Elia        |
| Empoli         | Empoli    | Carlo Castellani |
| Fiorentina     | Florencia | Artemio Franchi  |
| Internazionale | Milán     | Giuseppe Meazza  |
| Juventus       | Turín     | Delle Alpi       |
| Lazio          | Roma      | Olímpico de Roma |
| Milan          | Milán     | Giuseppe Meazza  |
| Parma          | Parma     | Ennio Tardini    |
| Perugia        | Perugia   | Renato Curi      |
| Piacenza       | Piacenza  | Leonardo Garilli |
| Roma           | Roma      | Olímpico de Roma |
| Salernitana    | Salerno   | Arechi           |
| Sampdoria      | Génova    | Luigi Ferraris   |
| Udinese        | Údine     | Friuli           |
| Venezia        | Venecia   | Pierluigi Penzo  |
| Vicenza        | Vicenza   | Romeo Menti      |

## Clasificación
| Pos. | Equipo          | Pts. | PJ | G  | E  | P  | GF | GC | Dif. | Clasificación o descenso                     |
| ---- | --------------- | ---- | -- | -- | -- | -- | -- | -- | ---- | -------------------------------------------- |
| 1    | Milan (C)       | 70   | 34 | 20 | 10 | 4  | 59 | 34 | +25  | Fase de grupos de la Liga de Campeones       |
| 2    | Lazio           | 69   | 34 | 20 | 9  | 5  | 65 | 31 | +34  | Fase de grupos de la Liga de Campeones       |
| 3    | Fiorentina      | 56   | 34 | 16 | 8  | 10 | 55 | 41 | +14  | Tercera ronda previa de la Liga de Campeones |
| 4    | Parma           | 55   | 34 | 15 | 10 | 9  | 55 | 36 | +19  | Tercera ronda previa de la Liga de Campeones |
| 5    | Roma            | 54   | 34 | 15 | 9  | 10 | 69 | 49 | +20  | Primera ronda de la Copa de la UEFA          |
| 6    | Udinese         | 54   | 34 | 16 | 6  | 12 | 52 | 52 | 0    | Primera ronda de la Copa de la UEFA          |
| 7    | Juventus        | 54   | 34 | 15 | 9  | 10 | 42 | 36 | +6   | Tercera ronda de la Copa Intertoto           |
| 8    | Inter de Milán  | 46   | 34 | 13 | 7  | 14 | 59 | 54 | +5   |                                              |
| 9    | Bologna         | 44   | 34 | 11 | 11 | 12 | 44 | 47 | −3   | Primera ronda de la Copa de la UEFA          |
| 10   | Bari            | 42   | 34 | 9  | 15 | 10 | 39 | 44 | −5   |                                              |
| 11   | Venezia         | 42   | 34 | 11 | 9  | 14 | 38 | 45 | −7   |                                              |
| 12   | Cagliari        | 41   | 34 | 11 | 8  | 15 | 48 | 49 | −1   |                                              |
| 13   | Piacenza        | 41   | 34 | 11 | 8  | 15 | 49 | 50 | −1   |                                              |
| 14   | Perugia         | 39   | 34 | 11 | 6  | 17 | 43 | 61 | −18  | Segunda ronda de la Copa Intertoto           |
| 15   | Salernitana (D) | 38   | 34 | 10 | 8  | 16 | 37 | 51 | −14  | Descenso de categoría                        |
| 16   | Sampdoria (D)   | 37   | 34 | 9  | 10 | 15 | 38 | 55 | −17  | Descenso de categoría                        |
| 17   | Vicenza (D)     | 33   | 34 | 8  | 9  | 17 | 27 | 47 | −20  | Descenso de categoría                        |
| 18   | Empoli (D)      | 20   | 34 | 4  | 10 | 20 | 26 | 63 | −37  | Descenso de categoría                        |

 Fuente: BDFutbol
Notas:
1. ↑  Udinese se clasificó para la primera ronda de la Copa de la UEFA 1999-2000 al vencer a la Juventus en un partido de desempate por el cupo.
2. ↑  Bologna e Inter de Milán jugaron un partido de tercer lugar de la Coppa Italia 1998-99 para el cupo que otorga dicho torneo, gracias a que los dos finalistas del torneo (Parma y Fiorentina) se clasificaron para la fase de grupos de la Liga de Campeones 2000-01. El vencedor del partido fue Bologna quién ganó por 2-1, y se clasificó para la primera ronda de la Copa de la UEFA 1999-2000.
3. ↑  Al Empoli se le redujeron dos puntos por intento de soborno a un árbitro durante un partido contra la Sampdoria el 25 de octubre de 1998.

|            |
| Campeón    |
| A.C. Milan |
| 16º título |

## Resultados
| Local \ Visitante | BAR | BOL | CAG | EMP | FIO | INT | JUV | LAZ | MIL | PAR | PER | PIA | ROM | SAL | SAM | UDI | VEN | VIC |
| ----------------- | --- | --- | --- | --- | --- | --- | --- | --- | --- | --- | --- | --- | --- | --- | --- | --- | --- | --- |
| Bari              | —   | 0–0 | 1–1 | 2–1 | 0–0 | 1–0 | 0–1 | 1–3 | 0–0 | 1–1 | 2–1 | 3–1 | 1–4 | 0–0 | 3–1 | 1–1 | 1–0 | 0–0 |
| Bologna           | 3–1 | —   | 1–3 | 2–0 | 3–0 | 2–0 | 3–0 | 0–1 | 2–3 | 0–0 | 1–1 | 3–1 | 1–1 | 1–1 | 2–2 | 1–3 | 2–1 | 4–2 |
| Cagliari          | 3–3 | 0–1 | —   | 5–1 | 1–1 | 2–2 | 1–0 | 0–0 | 1–0 | 1–0 | 2–2 | 3–2 | 4–3 | 3–1 | 5–0 | 1–2 | 0–1 | 1–0 |
| Empoli            | 0–2 | 0–0 | 2–1 | —   | 0–3 | 1–2 | 1–0 | 0–0 | 1–1 | 3–5 | 2–0 | 1–2 | 0–0 | 2–3 | 0–1 | 1–3 | 2–2 | 1–0 |
| Fiorentina        | 2–2 | 1–0 | 4–2 | 2–0 | —   | 3–1 | 1–0 | 1–1 | 0–0 | 2–1 | 5–1 | 2–1 | 0–0 | 4–0 | 1–0 | 1–0 | 4–1 | 3–0 |
| Internazionale    | 2–3 | 3–1 | 5–1 | 5–1 | 2–0 | —   | 0–0 | 3–5 | 2–2 | 1–3 | 2–0 | 1–0 | 4–1 | 2–1 | 3–0 | 1–3 | 6–2 | 1–1 |
| Juventus          | 1–1 | 2–2 | 1–0 | 0–0 | 2–1 | 1–0 | —   | 0–1 | 0–2 | 2–4 | 2–1 | 1–0 | 1–1 | 3–0 | 2–0 | 2–1 | 3–2 | 2–0 |
| Lazio             | 0–0 | 2–0 | 2–0 | 4–1 | 2–0 | 1–0 | 1–3 | —   | 0–0 | 2–1 | 3–0 | 4–1 | 3–3 | 6–1 | 5–2 | 3–1 | 2–0 | 1–1 |
| Milan             | 2–2 | 3–0 | 1–0 | 4–0 | 1–3 | 2–2 | 1–1 | 1–0 | —   | 2–1 | 2–1 | 1–0 | 3–2 | 3–2 | 3–2 | 3–0 | 2–1 | 1–0 |
| Parma             | 2–1 | 1–1 | 1–1 | 1–0 | 2–0 | 1–0 | 1–0 | 1–3 | 4–0 | —   | 3–1 | 0–1 | 1–1 | 2–0 | 1–1 | 4–1 | 2–2 | 0–0 |
| Perugia           | 0–1 | 0–0 | 2–1 | 3–1 | 2–2 | 2–1 | 3–4 | 2–2 | 1–2 | 2–1 | —   | 2–0 | 3–2 | 1–0 | 2–0 | 1–3 | 1–0 | 3–1 |
| Piacenza          | 3–2 | 5–0 | 2–0 | 0–0 | 4–2 | 0–0 | 0–2 | 1–1 | 1–1 | 3–6 | 2–0 | —   | 2–0 | 1–1 | 4–1 | 4–3 | 0–1 | 2–0 |
| Roma              | 1–1 | 3–1 | 3–1 | 1–1 | 2–1 | 4–5 | 2–0 | 3–1 | 1–0 | 1–0 | 5–1 | 2–2 | —   | 3–1 | 3–1 | 4–0 | 2–0 | 3–0 |
| Salernitana       | 2–2 | 4–0 | 1–3 | 1–1 | 1–1 | 2–0 | 1–0 | 1–0 | 1–2 | 1–2 | 2–0 | 1–1 | 2–1 | —   | 2–0 | 1–2 | 1–0 | 2–1 |
| Sampdoria         | 1–0 | 1–1 | 0–0 | 3–0 | 3–2 | 4–0 | 1–2 | 0–1 | 2–2 | 0–2 | 1–1 | 3–2 | 2–1 | 1–0 | —   | 1–1 | 2–1 | 0–0 |
| Udinese           | 4–0 | 2–0 | 2–1 | 0–0 | 1–0 | 0–1 | 2–2 | 0–3 | 1–5 | 2–1 | 1–2 | 1–0 | 2–1 | 2–0 | 2–2 | —   | 1–1 | 2–1 |
| Venezia           | 2–1 | 0–2 | 1–0 | 3–2 | 4–1 | 3–1 | 1–1 | 2–0 | 0–2 | 0–0 | 2–1 | 0–0 | 3–1 | 0–0 | 0–0 | 1–0 | —   | 1–2 |
| Vicenza           | 1–0 | 0–4 | 2–1 | 2–0 | 1–2 | 1–1 | 1–1 | 1–2 | 0–2 | 0–0 | 3–0 | 1–0 | 1–4 | 1–0 | 1–0 | 2–3 | 0–0 | —   |